# Golden, Illinois
Golden är en ort (village) i Adams County i delstaten Illinois, USA. År 2000 hade orten 629 invånare. Den har enligt United States Census Bureau en area på 1,6 km², allt är land.